# Chicago Bears 2025
La stagione 2025 dei Chicago Bears sarà la 106ª della franchigia nella National Football League e la prima con Ben Johnson come capo-allenatore.

## Scelte nel Draft 2025
| Scelte dei Bears nel Draft 2025 |        |                    |       |                |
| Giro                            | Scelta | Giocatore          | Ruolo | College        |
| 1                               | 10     | Colston Loveland   | TE    | Michigan       |
| 2                               | 39     | Luther Burden III  | WR    | Missouri       |
| 2                               | 56     | Ozzy Trapilo       | OT    | Boston College |
| 2                               | 62     | Shemar Turner      | DT    | Texas A&M      |
| 4                               | 132    | Ruben Hyppolite II | LB    | Maryland       |
| 5                               | 169    | Zah Frazier        | CB    | UTSA           |
| 6                               | 195    | Luke Newman        | OT    | Michigan State |
| 7                               | 233    | Kyle Monangai      | RB    | Rutgers        |

## Staff
| Staff dei Chicago Bears |
| --- |
| Organi dirigenziali - Chairman – George McCaskey - Presidente/amministratore delegato – Kevin Warren - General manager – Ryan Poles - Assistente general manager – Ian Cunningham - Vice presidente dell'amministrazione del football – Matt Feinstein - Direttore senior del personale dei giocatori – Jeff King - Direttore del personale dei giocatori – Trey Koziol - Direttore degli osservatori del college – Breck Ackley - Direttore degli osservatori dei professionisti – DJ Hord Capo allenatore - Capo-allenatore - Ben Johnson - Assistente capo-allenatore/wide receiver – Antwaan Randle El Altri allenatori - Preparatore atletico – Pierre Ngo - Assistente p.a. – Allison Haley - Assistente p.a. – Noble Landry - Assistente p.a. – Reshard Langford - Assistente p.a. – Mark Philippi Allenatori dell'attacco - Coordinatore offensivo – Declan Doyle - Coordinatore gioco sui passaggi – Press Taylor - Quarterback – JT Barrett - Running back – Eric Bieniemy - Tight end – Jim Dray - Offensive line – Dan Roushar - Assistente offensive line – Kyle DeVan - Assistente attacco (quarterback/receiver) – Robbie Picazo - Controllo qualità attacco – Matt Aponte - Controllo qualità attacco – Zach Cable Allenatori della difesa - Coordinatore difensivo – Dennis Allen - Defensive line – Jeremy Garrett - Linebacker – Richard Smith - Assistente linebackers – Kevin Koch - Defensive back/coordinatore gioco sui passaggi – Al Harris - Assistente defensive back/safety – Matt Giordano - Assistente difesa senior – Bill Johnson - Assistente difesa (nickel) – Cannon Matthews - Controllo qualità difesa – Kenny Norton III Allenatori dello special team - Coordinatore dello special team – Richard Hightower - Assistente special team – Anthony Blevins |

## Roster
| Roster dei Chicago Bears |
| --- |
| Quarterback - 17 Tyson Bagent - 18 Caleb Williams Running Back - 35 Khari Blasingame FB - 24 Khalil Herbert - 20 Travis Homer - 23 Roschon Johnson - 4 D'Andre Swift Wide Receiver - 13 Keenan Allen - 11 DeAndre Carter - 12 Velus Jones Jr. - 2 D.J. Moore - 15 Rome Odunze - 10 Tyler Scott Tight End - 14 Gerald Everett - 85 Cole Kmet - 84 Marcedes Lewis Offensive Linemen - 72 Kiran Amegadjie T - 71 Ryan Bates C - 64 Nate Davis G - 76 Teven Jenkins G - 70 Braxton Jones T - 68 Doug Kramer C - 60 Bill Murray G - 79 Matt Pryor T - 65 Coleman Shelton C - 58 Darnell Wright T Defensive Linemen - 97 Andrew Billings DT - 94 Austin Booker DE - 99 Gervon Dexter DT - 92 Daniel Hardy DE - 96 Zacch Pickens DT - 90 Dominique Robinson DE - 98 Montez Sweat DE - 52 Darrell Taylor DE - 95 DeMarcus Walker DE - 91 Chris Williams DT Linebacker - 49 Tremaine Edmunds MLB - 53 T.J. Edwards OLB - 45 Amen Ogbongbemiga OLB - 57 Jack Sanborn MLB - 44 Noah Sewell OLB Defensive Back - 39 Josh Blackwell CB - 9 Jaquan Brisker SS - 31 Kevin Byard FS - 6 Kyler Gordon CB - 22 Elijah Hicks FS - 1 Jaylon Johnson CB - 21 Jaylon Jones CB - 36 Jonathan Owens SS - 32 Terell Smith CB - 29 Tyrique Stevenson CB Special Team - 8 Cairo Santos K - 19 Tory Taylor P Lista delle riserve - 75 Larry Borom T (IR-DRF) - 55 Jacob Martin DE (IR-DRF) - 48 Patrick Scales LS (IR) - -- Nsimba Webster WR (IR) - 33 Ian Wheeler RB (IR) Squadra di allenamento - 47 Micah Baskerville MLB - 62 Theo Benedet T - 88 Stephen Carlson TE - 93 Byron Cowart DT - 73 Jake Curhan T - 46 Scott Daly LS - 63 Chris Glaser G - 80 Collin Johnson WR - 50 Carl Jones Jr. OLB - 59 Jamree Kromah DE - 30 Tarvarius Moore FS - 16 Austin Reed QB - 67 Sam Roberts DT - 27 Reddy Steward CB - 37 Ro Torrence CB - 83 Samori Toure WR Roster aggiornato al 6 settembre 2024 52 attivi, 5 inattivi, 16 nella squadra di allenamento |
| Legenda - I rookie sono in corsivo. - Il primo ruolo è il principale mentre gli eventuali successivi indicano i ruoli secondari. - (IR) sta per Injured Reserve ed indica la lista ristretta per un solo giocatore infortunato che può tornare ad allenarsi dopo la settimana 6 e a rientrare in prima squadra dopo che questa ha giocato 8 partite. - (NF-Inj.) / (NF-Ill.) stanno rispettivamente per Non-Football Injured e Non-Football Illness ed indicano le liste dove viene inserito un giocatore che ha un infortunio o una malattia non dipendente dal football americano. - (PUP) sta per Physically Unable to Perform ed indica la lista dove viene inserito un giocatore mentre è in attesa di recuperare la condizione fisica. Nella stagione regolare dopo la sesta partita giocata dalla propria squadra, il giocatore ha tempo tre settimane per riprendere ad allenarsi, più tre settimane aggiuntive dal suo rientro agli allenamenti per rientrare in prima squadra. |

## Precampionato
Il 14 maggio 2025 furono annunciate le gare del precampionato.
| Precampionato |           |            |                      |           |        |                   |              |         |
| Settimana     | Data      | Ora (CT)   | Avversario           | Risultato | Record | Stadio            | TV           | Sintesi |
| 1             | 10 agosto | 12:00 p.m. | Miami Dolphins       | P 24-24   | 0-0-1  | Soldier Field     | Fox 32 (Fox) | Sintesi |
| 2             | 17 agosto | 7:00 p.m.  | Buffalo Bills        | V 38-0    | 1-0-1  | Soldier Field     | Fox          | Sintesi |
| 3             | 22 agosto | 7:20 p.m.  | @ Kansas City Chiefs | -         | -      | Arrowhead Stadium | Fox 32 (Fox) | -       |

## Stagione regolare

### Calendario
Il calendario della stagione regolare fu reso noto il 14 maggio 2025.
| Stagione regolare |                    |                    |                             |                    |                    |                         |                    |                    |
| Settimana         | Data               | Ora (CT)           | Avversario                  | Risultato          | Record             | Stadio                  | TV                 | Sintesi            |
| 1                 | 8 settembre        | 7:15 p.m.          | Minnesota Vikings (M)       | -                  | -                  | Soldier Field           | ESPN/ABC           | -                  |
| 2                 | 14 settembre       | 12:00 p.m.         | @ Detroit Lions             | -                  | -                  | Ford Field              | Fox                | -                  |
| 3                 | 21 settembre       | 3:25 p.m.          | Dallas Cowboys              | -                  | -                  | Soldier Field           | Fox                | -                  |
| 4                 | 28 settembre       | 3:25 p.m.          | @ Las Vegas Raiders         | -                  | -                  | Allegiant Stadium       | CBS                | -                  |
| 5                 | Settimana di pausa | Settimana di pausa | Settimana di pausa          | Settimana di pausa | Settimana di pausa | Settimana di pausa      | Settimana di pausa | Settimana di pausa |
| 6                 | 13 ottobre         | 7:15 p.m.          | @ Washington Commanders (M) | -                  | -                  | Northwest Stadium       | ESPN/ABC           | -                  |
| 7                 | 19 ottobre         | 12:00 p.m.         | New Orleans Saints          | -                  | -                  | Soldier Field           | Fox                | -                  |
| 8                 | 26 ottobre         | 12:00 p.m.         | @ Baltimore Ravens          | -                  | -                  | M&T Bank Stadium        | CBS                | -                  |
| 9                 | 2 novembre         | 12:00 p.m.         | @ Cincinnati Bengals        | -                  | -                  | Paycor Stadium          | CBS                | -                  |
| 10                | 9 novembre         | 12:00 p.m.         | New York Giants             | -                  | -                  | Soldier Field           | Fox                | -                  |
| 11                | 16 novembre        | 12:00 p.m.         | @ Minnesota Vikings         | -                  | -                  | U.S. Bank Stadium       | Fox                | -                  |
| 12                | 23 novembre        | 12:00 p.m.         | Pittsburgh Steelers         | -                  | -                  | Soldier Field           | CBS                | -                  |
| 13                | 28 novembre        | 2:00 p.m.          | @ Philadelphia Eagles (T)   | -                  | -                  | Lincoln Financial Field | Prime Video        | -                  |
| 14                | 7 dicembre         | 12:00 p.m.         | @ Green Bay Packers         | -                  | -                  | Lambeau Field           | Fox                | -                  |
| 15                | 14 dicembre        | 12:00 p.m.         | Cleveland Browns            | -                  | -                  | Soldier Field           | Fox                | -                  |
| 16                | 20 dicembre        | Da def.            | Green Bay Packers           | -                  | -                  | Soldier Field           | Fox                | -                  |
| 17                | 28 dicembre        | 7:20 p.m.          | @ San Francisco 49ers (S)   | -                  | -                  | Levi's Stadium          | NBC                | -                  |
| 18                | 4 gennaio          | Da def.            | Detroit Lions               | -                  | -                  | Soldier Field           | Da def.            | -                  |

Note:
- Gli avversari della propria division sono in grassetto.
- Il simbolo "@" indica una partita giocata in trasferta.
- (M) indica il Monday Night Football, (T) il Thursday Night Football e (S) il Sunday Night Football.
- Dall'undicesimo al diciassettesimo turno si adotta una programmazione flessibile: le partite del Sunday Night Football, del Monday Night Football e del Thursday Night Football sono programmate in via provvisoria e sono eventualmente soggette a modifiche.
- Data e orario della gara del diciottesimo turno saranno stabilite dopo lo svolgimento del diciassettesimo turno.